# 潭國公主
潭国贤孝长公主（？—1108年），宋神宗第四女，母贵妃宋氏。
宋神宗始封康国公主。绍圣四年（1097年），下嫁王遇。历封韩、鲁、陈、郓四国公主。宋徽宗大观二年（1108年），薨逝，追赠潭国长公主。谥号贤孝。宋徽宗時候改封贤孝长帝姬。